# Securiflustra securifrons
Securiflustra securifrons är en mossdjursart som först beskrevs av Peter Simon Pallas 1766.  Securiflustra securifrons ingår i släktet Securiflustra och familjen Flustridae. Arten är reproducerande i Sverige. Inga underarter finns listade i Catalogue of Life.